# Tuffé
Tuffé és un municipi francès situat al departament del Sarthe i a la regió de País del Loira. L'any 2007 tenia 1.544 habitants.

## Demografia

### Població
El 2007 la població de fet de Tuffé era de 1.544 persones. Hi havia 654 famílies de les quals 196 eren unipersonals (65 homes vivint sols i 131 dones vivint soles), 229 parelles sense fills, 168 parelles amb fills i 61 famílies monoparentals amb fills.
La població ha evolucionat segons el següent gràfic:
Habitants censats

### Habitatges
El 2007 hi havia 767 habitatges, 654 eren l'habitatge principal de la família, 65 eren segones residències i 48 estaven desocupats. 662 eren cases i 84 eren apartaments. Dels 654 habitatges principals, 432 estaven ocupats pels seus propietaris, 204 estaven llogats i ocupats pels llogaters i 17 estaven cedits a títol gratuït; 3 tenien una cambra, 63 en tenien dues, 173 en tenien tres, 201 en tenien quatre i 214 en tenien cinc o més. 471 habitatges disposaven pel capbaix d'una plaça de pàrquing. A 332 habitatges hi havia un automòbil i a 233 n'hi havia dos o més.

### Piràmide de població
La piràmide de població per edats i sexe el 2009 era:
| Homes | Edats   | Dones |
| ----- | ------- | ----- |
| 4     | 95 o +  | 8     |
| 20    | 90 a 94 | 28    |
| 4     | 85 a 89 | 32    |
| 12    | 80 a 84 | 12    |
| 52    | 75 a 79 | 60    |
| 44    | 70 a 74 | 68    |
| 40    | 65 a 69 | 52    |
| 48    | 60 a 64 | 44    |
| 32    | 55 a 59 | 28    |
| 16    | 50 a 54 | 40    |
| 44    | 45 a 49 | 48    |
| 36    | 40 a 44 | 36    |
| 52    | 35 a 39 | 52    |
| 64    | 30 a 34 | 40    |
| 32    | 25 a 29 | 44    |
| 16    | 20 a 24 | 32    |
| 52    | 15 a 19 | 16    |
| 64    | 10 a 14 | 40    |
| 60    | 5 a 9   | 32    |
| 36    | 0 a 4   | 28    |

## Economia
El 2007 la població en edat de treballar era de 838 persones, 625 eren actives i 213 eren inactives. De les 625 persones actives 573 estaven ocupades (299 homes i 274 dones) i 53 estaven aturades (25 homes i 28 dones). De les 213 persones inactives 88 estaven jubilades, 64 estaven estudiant i 61 estaven classificades com a «altres inactius».

### Ingressos
El 2009 a Tuffé hi havia 679 unitats fiscals que integraven 1.548,5 persones, la mediana anual d'ingressos fiscals per persona era de 16.067 €.

### Activitats econòmiques
Dels 78 establiments que hi havia el 2007, 1 era d'una empresa extractiva, 3 d'empreses alimentàries, 1 d'una empresa de fabricació de material elèctric, 9 d'empreses de fabricació d'altres productes industrials, 9 d'empreses de construcció, 15 d'empreses de comerç i reparació d'automòbils, 1 d'una empresa de transport, 5 d'empreses d'hostatgeria i restauració, 8 d'empreses financeres, 3 d'empreses immobiliàries, 6 d'empreses de serveis, 9 d'entitats de l'administració pública i 8 d'empreses classificades com a «altres activitats de serveis».
Dels 25 establiments de servei als particulars que hi havia el 2009, 1 era una gendarmeria, 1 oficina de correu, 4 oficines bancàries, 6 tallers de reparació d'automòbils i de material agrícola, 1 paleta, 2 guixaires pintors, 2 fusteries, 2 lampisteries, 3 perruqueries, 1 veterinari i 2 restaurants.
Dels 8 establiments comercials que hi havia el 2009, 2 eren botiges de menys de 120 m², 2 fleques, 2 carnisseries, 1 una llibreria i 1 una botiga de mobles.
L'any 2000 a Tuffé hi havia 28 explotacions agrícoles que ocupaven un total de 2.016 hectàrees.

## Equipaments sanitaris i escolars
El 2009 hi havia 1 farmàcia i 1 ambulància.
El 2009 hi havia 2 escoles elementals.

## Poblacions més properes
El següent diagrama mostra les poblacions més properes.